# Letopisețul lui Hrib
Letopisețul lui Hrib este un film românesc din 1973 regizat de Slavomir Popovici.